# 大石光之助
大石 光之助（おおいし こうのすけ、1896年（明治29年）9月9日 - 1971年（昭和46年）2月8日）は、日本の実業家。静岡新聞社初代社長。静岡放送創設者。

## 人物
静岡県静岡市出身。浅吉の三男、あるいは磯吉の男。上京して徳富蘇峰の書生になる。徳富の国民新聞社に入社。欧米業界を視察する。
経営不振に陥っていた静岡民友新聞社の再建にあたる。1928年に総支配人となる。1941年に戦時新聞統合により県下6紙を統合して「静岡新聞」が創立されると初代社長に就任。
放送界にも進出し、1952年に静岡放送を設立、社長となる。1971年、駿府博物館設立。趣味は庭球、家庭菜園。住所は静岡市紺屋町、東京都目黒区平町。

## 家族・親族
大石家
- 妻・マス子[1]あるいはマス[3]（栃木、田村達三郎の四女）[1]
- 嗣子・益光[1]（1926 - 1997、千葉医科大学卒[3]、婦人科医[6]、静岡新聞社2代目社長）
- 長女[7]
- 二女（野口英史の妻））[7]
- 三女（松井純の妻）[7]
- 孫・剛[8]（静岡新聞社4代目社長、静岡放送社長、松井純の長男、母方の大石家に養子）

親戚
- 孫・野口英一（山梨日日新聞社社長）[7]
- 娘婿・野口英史（山梨日日新聞社社長）[7]
- 娘婿・松井純（静岡新聞社3代目社長[9]、静岡放送会長）